# Ignazio Simone II Zora
Ignazio Simone II, nato Grégoire Siméon Zora (Mosul, 1754 – Mosul, 21 agosto 1838), è stato arcieparca di Damasco e quinto patriarca della Chiesa sira.

## Biografia
Nato a Mosul nel 1754 e ordinato sacerdote nel 1780 nel monastero di San Behnam di Mosul, Grégoire Siméon Zora fu membro della Chiesa ortodossa siriaca, e nel 1804 si convertì al cattolicesimo; e nel 1810 fu nominato arcieparca di Damasco.
Dopo le dimissioni di Ignazio Michele IV Daher, accettate dalla Santa Sede nel 1812, Siméon Zora fu eletto il 2 gennaio 1814 patriarca della Chiesa cattolica sira e venne confermato da papa Pio VII l'8 marzo 1816.
Il suo patriarcato fu particolarmente agitato per i dissidi con i vescovi, in particolare l'ex patriarca Michel IV, ora arcieparca di Aleppo, ed il futuro patriarca, l'eparca di Gerusalemme Ignazio Pietro VII Jarweh. Per questi motivi dette le dimissioni il 23 maggio 1817, accettate da Roma il 1º giugno 1818.
Dopo le sue dimissioni, la Santa Sede nominò un vicario patriarcale nella persona dell'arcieparca di Aleppo Denys Michel Hadaja. La sede patriarcale rimase vacante fino al 1828.
Morì il 21 agosto 1838.

## Genealogia episcopale e successione apostolica
La genealogia episcopale è:
- Patriarca Ignazio Giorgio III
- Patriarca Ignazio Michele III Jarweh
- Vescovo Julius-Antoine
- Patriarca Ignazio Simone II Zora

La successione apostolica è:
- Vescovo Denys Michel Hardaya (1816)
- Arcivescovo Gabriel Homsi (1816)